# Błogocice
Błogocice [pronunciación en polaco: /bwɔɡɔˈt͡ɕÉl͡sɛ/] es un pueblo ubicado en el distrito administrativo de Gmina Radziemice, dentro del Condado de Proszowice, Voivodato de Pequeña Polonia, en Polonia del sur. Se encuentra aproximadamente a 8 kilómetros al noroeste de Proszowice y a 30 kilómetros al noreste de la capital regional Cracovia.